# Železniční linky v závazku veřejné služby
Železniční linky v závazku veřejné služby jsou takové železniční linky, které jsou na základě smlouvy objednávány příslušnými politickými orgány, aby byla zajištěna veřejná doprava, sociální mobilita a soudržnost. Jde tedy o železniční linky objednávané v obecném zájmu bez ohledu na jejich komerční životaschopnost. V rámci Evropské unie byl v prosinci 2016 schválen tzv. čtvrtý železniční balíček, který předpokládá postupnou liberalizaci železniční dopravy, včetně soutěží na dopravce provozující železniční linky v závazku veřejné služby. Například ve Velké Británii, Švédsku a Německu byl trh závazkové regionální a místní dopravy otevřen již v 90. letech 20. století, např. v Německu bylo v roce 2016 již 33 % závazkové regionální dopravy v rukou konkurentů DB Regio.

## Belgie
Veškeré vnitrostátní železniční linky v závazku veřejné služby provozuje Société nationale des chemins de fer belges na základě smlouvy s belgickou vládou (stav k roku 2017). Podle údajů z roku 2015 šlo o celkem 3401 vlaků denně, které realizovaly roční přepravní výkon 9,927 miliard osobokilometrů.

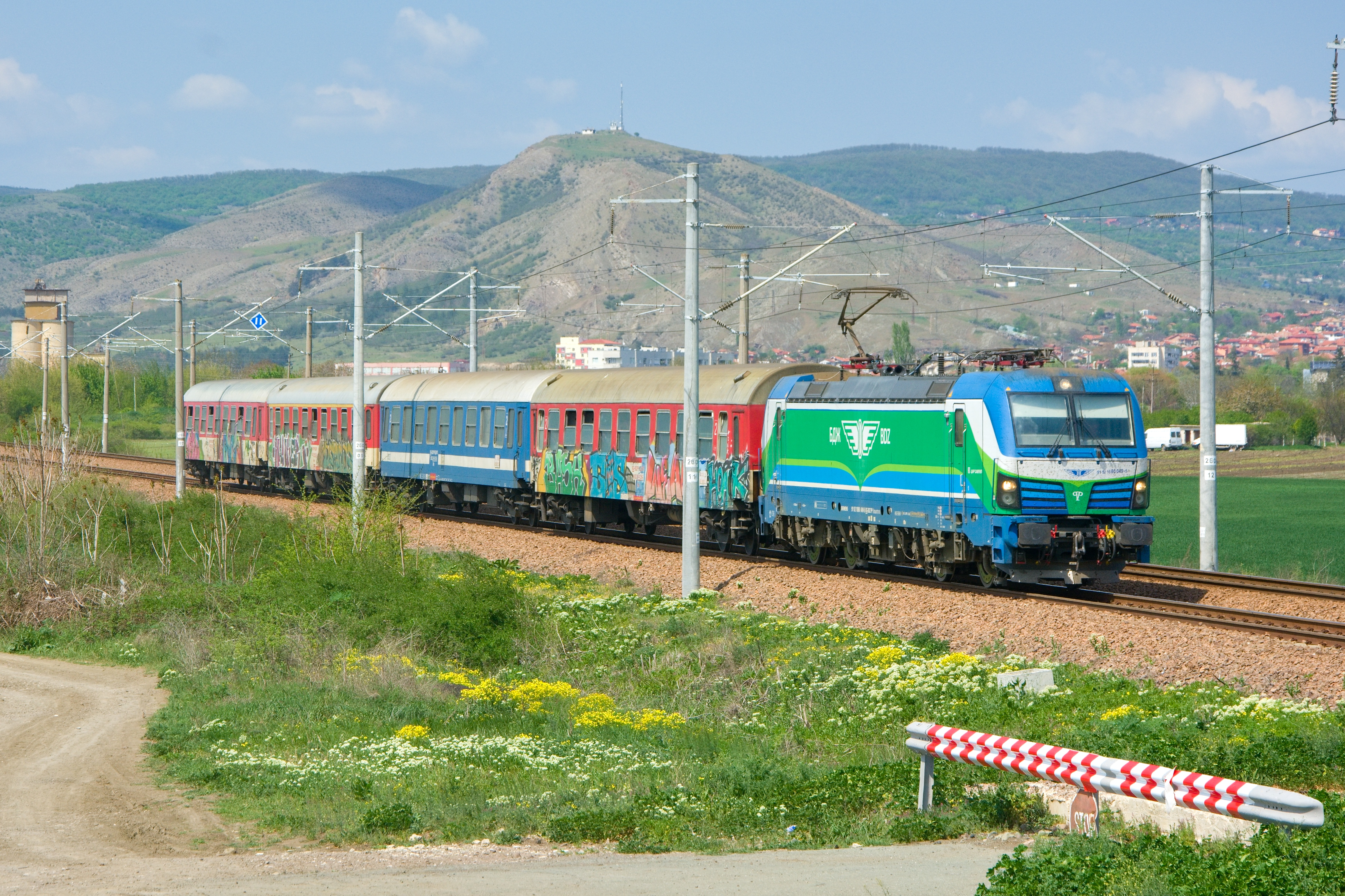
Osobní vlak dopravce BDŽ PP realizovaný v závazku veřejné služby

## Bulharsko
Podle informací z roku 2017 bylo v závazku veřejné služby realizováno 95 % přepravního výkonu v osobní železniční dopravě, přičemž dálková doprava byla provozována komerčně. Veškeré závazkové výkony objednl stát u dopravce BDŽ - Pătničeski prevozi (BDŽ PP), a to na základě 15leté smlouvy, jejíž platnost vyprší v roce 2025. Na základě této smlouvy bylo v roce 2016 dosaženo přepravního výkonu 1,344 miliard osobokilometrů. Za velký problém bulharské veřejné železniční dopravy byla považována zastaralost vozového parku, neboť 96 % železničních vozidel používaných v závazkové železniční dopravě bylo starších 30 let.

## Česko
V rámci železniční dopravy osob v České republice si u dopravců objednává stát, kraje a obce (v samostatné působnosti) dotovanou osobní železniční dopravu a sjednává ji s nimi v rámci tzv. závazku veřejné služby. Stát (prostřednictvím Ministerstva dopravy) objednává některé dálkové vlaky, zatímco kraje a města objednávají osobní a spěšné spoje v rámci krajských či městských dopravních systémů. Závazek veřejné služby je upraven v zákoně č. 194/2010 Sb. o veřejných službách v přepravě cestujících a o změně dalších zákonů. V tomto zákoně jsou pevně stanoveny podmínky smlouvy o veřejných službách v přepravě cestujících, postup při uzavírání smlouvy a případné sankce při nedodržení postupu jejího uzavírání.[zdroj?]

## Slovensko
Veškerá železniční doprava v závazku veřejné služby na Slovensku je objednávaná Ministerstvem dopravy. Většinu železničních linek na Slovensku stále provozuje dopravce Železničná spoločnosť Slovensko (ZSSK). Výjimkou je železniční trať Bratislava–Komárno, na kterou proběhla v roce 2022 veřejná soutěž a provozuje ji Leo Express Slovensko. Slovenské ministerstvo dopravy plánuje vypsat další výběrová řízení i na jiné provozní soubory, zatím ale není jasný žádný časový plán.